# شونسي ويليفير
شونسي ويليفير (بالإنجليزية: Chauncy Welliver)‏ مواليد 28 أبريل 1983 في سبوكين، الولايات المتحدة، هو ملاكم محترف نيوزلندي يصنف ضمن فئة الوزن الثقيل.

## إحصائيات
خاض خلال مسيرته 71 نزالا، فاز في 55 وتعادل في 5 وخسر في 12. فاز بالضربة القاضية في 22 نزالا.

## روابط خارجية
- شونسي ويليفير على موقع بوكس ريك (الإنجليزية) (registration required)